# Утешение Философией
«Утешение Философией» (лат. Consolatio philosophia) — трактат римского философа Боэция (ум. 524). «Утешение философией», написанное в заключении перед казнью, стало вершиной творчества Боэция и ключевым произведением западноевропейской средневековой культуры. Сочинение сочетает элементы различных жанров: утешения, философского трактата-протрептика (наставления в мудрости), исповеди и диалога, эволюционирующего к позднеплатоновскому монологу. Трактат состоит из пяти книг. Книги 2-4 образуют самостоятельное целое, в отличие от первой книги, где Философия начинает духовное излечение Боэция, и пятой, посвящённой проблеме свободы воли. Текст состоит из 39 прозаических и 39 поэтических фрагментов. Боэций использует 28 различных стихотворных размеров.

## Исторический контекст
Теодорих Великий, правивший в основанном им на территории Италии королевстве, славился мудростью и справедливостью, но его религиозная принадлежность выделяла его среди подданных. К периоду его правления никейское христианство утвердилось в Италии, однако сам король считался приверженцем арианства, еретического учения, осуждённого Никейским собором 325 года. Точное соответствие убеждений Теодориха доктрине Ария остаётся неясным. Так или иначе, король проявлял терпимость к православным, в отличие от вандалов, контролировавших Северную Африку. Его правление началось в условиях Акакианской схизмы — раскола между Римской и Константинопольской церквями. В 518 году император Юстин I и его племянник Юстиниан инициировали примирение с Римом, завершившееся на условиях папства. Восстановление единства церквей ослабило позиции Теодориха, которому выгоднее было сохранять раскол среди католиков. В 522 году Боэций, ранее занимавший пост консула, достиг пика карьеры: его сыновья, Боэций и Симмах, получили совместное консульство. Во время торжеств в Риме философ произнёс хвалебную речь в честь короля, а позже, вспоминая день триумфа, назвал его вершиной счастья. Вскоре Боэций переехал в Равенну, заняв должность магистра оффиций, что ознаменовало смену политики Теодориха, ранее назначавшего на высокие посты выходцев из низших сословий. В 523 году после смерти папы Гормизда понтификом был избран диакон Иоанн. Новый папа оказался другом и почитателем таланта Боэция, посвятившего ему три богословских трактата.
Успехи Боэция при дворе Теодориха вызвали недовольство среди придворных. Философ, поздно вступивший в политическую жизнь, столкнулся с интригами, позже описав «грозные и непримиримые разногласия с нечестивыми» и «постоянное недовольство власть имущих», которое презирал ради защиты закона. Напряжённость усугубляла неопределённость престолонаследия: Теодорих, достигший примерно 70 лет к 523 году, не имел прямого наследника, поскольку его зять умер раньше него, оставив малолетнего внука. Кризис разразился в конце 523 года, когда придворный Киприан обвинил сенатора Альбина в переписке с императором Юстином, угрожающей интересам королевства. Содержание писем остаётся неизвестным, но предполагается, что они касались вопроса о престолонаследии с позиции антиготски настроенных сенаторов. По одной версии, Боэций пытался уничтожить компрометирующие документы, чтобы защитить Альбина, но был остановлен Киприаном. По другой — Боэций не препятствовал Киприану передать письма Теодориху, находившемуся в Вероне. Отправка корреспонденции императору без одобрения короля была расценена как государственная измена и «оскорбление величества». Подозрения могли подкрепиться участием Альбина в церковных отношениях между Римом и Константинополем, актуальных после преодоления Акакианской схизмы. На суде в консистории — высшем органе по римским делам — Боэций, член коллегии, публично защищал Альбина, заявив: «Свидетельство Киприана ложно. Если Альбин виновен, то виновны я и весь сенат». Его речь, построенная на законе контрапозиции (если отрицается следствие, то отрицается и причина), подразумевала: поскольку сенат не мог совершить измену, Альбин также невиновен. Однако Теодорих либо не принял логику Боэция, либо счёл её несостоятельной. Согласно Анониму Валезия, Киприан, воспользовавшись ситуацией, обвинил самого Боэция в заговоре против готов. Личная вражда, а также возможность конфискации богатств Альбина могли сыграть роль в усилении обвинений. Боэций был арестован и помещён под домашний надзор в Вероне, после чего судебный процесс продолжился в его отсутствие. Теодорих передал дело комиссии сената. После расследования Боэций был переведен в Павию, где и был написан трактат «Утешение Философией».
В своём произведении Боэций ответил на три основных из выдвинутых против него обвинений. Первое касалось защиты сената: его обвинили в стремлении сохранить сенат вопреки намерениям Теодориха уничтожить его, препятствуя предоставлению документов, якобы доказывающих измену. Сенат, сохранявший влияние в чеканке монет и церковной политике (например, поддерживая антипапу Лаврентия во время схизмы 498—506 годов), позже отвернулся от Боэция, что философ воспринял как неблагодарность. Второе обвинение заключалось в написании писем, выражавших надежду на «римскую свободу» (libertas) — термин, потенциально означавший переход Италии от власти готов под власть империи. Третье обвинение, в богохульстве и использовании «нечистых духов» для достижения должности, могло быть связано с его философскими интересами, придавшими обвинению видимость правдоподобия. Приговор Боэцию вынесли сенаторы, хотя точная дата суда неизвестна. Заключение длилось достаточно для создания «Утешения Философией». Вероятно, казнь произошла в 526 году: его либо забили дубинами после пыток, либо обезглавили. Вскоре казнили тестя Боэция, Симмаха.

## Содержание

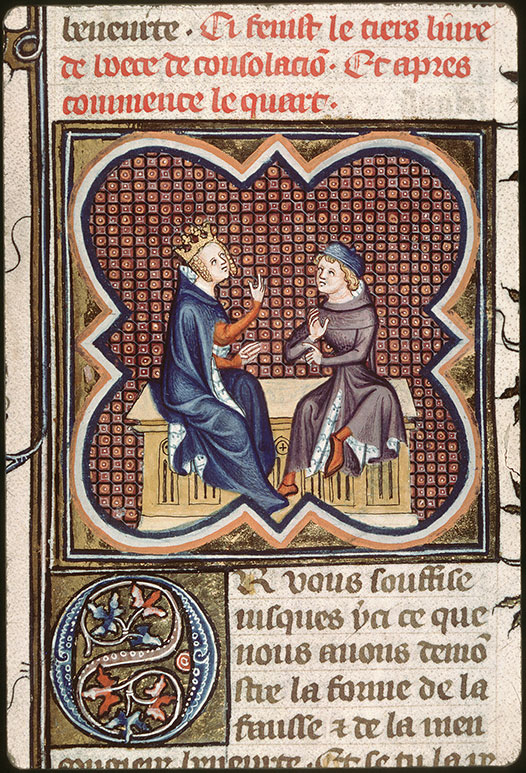
Боэций и Философия, иллюстрация из рукописи XIV века

Трактат состоит из пяти книг, написанных прозиметром. Прозаический текст построен как диалог между автором-узником и персонифицированной Философией, представленной в образе величественной женщины. Музы, сострадающие Боэцию, отвергаются как бесполезные, поскольку их жалость подрывает мужество. Вместо них появляется Философия, чей облик сочетает сверхчеловеческие черты: глаза, превосходящие человеческие в зоркости и сиянии, рост, одновременно соответствующий обычной мере и достигающий небес. Её одежда, сотканная собственноручно из тончайших нитей, потемнела от времени; на нижнем крае выткана греческая буква π (практическая философия), на верхнем — θ (теоретическая философия), между ними — ступени, символизирующие восхождение к истине. Одежду разрывают «неистовые существа», аллегорически изображающие земные страсти. В правой руке Философия держит книги, в левой — скипетр. В структуре произведения книги 2—4 выделяются формальной симметрией: каждая начинается прозой и завершается стихом, тогда как первая и пятая книги обрамлены стихами и прозой соответственно. Центральные три книги объединены мотивом круга, отражающим философские идеи изменчивости и божественного порядка. В книге 2 образ колеса Фортуны символизирует непостоянство земной жизни, а в книге 4 концепция вложенных сфер судьбы раскрывает связь временного порядка с неизменным провидением. Упоминание Фортуны в конце четвёртой книги подчёркивает, что её изменчивость — лишь поверхностное восприятие судьбы, исходящей от божественного разума. Кульминацией становится гимн «O qui perpetua» (3.9), вдохновлённый платоновским «Тимеем», где воспевается божественный ум (mens profunda) как центр космического вращения. Этот гимн, открывающий вторую половину произведения, акцентирует единство литературной формы и философского содержания: круговые мотивы в книгах 2 и 4 обрамляют центральный образ божественной неподвижности, создавая кольцевую композицию.
Философское осмысление процесса исцеления в «Утешении» раскрывается через взаимодействие структуры текста и развития ключевых концепций. Центральной проблемой, связывающей первую и пятую книги, выступает вопрос свободы: политической (libertas) в начальных главах и свободы воли (liberum arbitrium) — в заключительных. В пятой книге решение проблемы свободы воли основывается на доктрине уровней познания, восходящих от чувственного восприятия к интеллекту. Согласно этой доктрине, способ постижения объекта зависит не от его природы, но от познавательных способностей субъекта. Чувства фиксируют материальную «форму» (figura), воображение судит о ней вне материи, разум определяет универсальную «видовую сущность» (species), а интеллект постигает чистую «форму-идею» (ipsa illa forma). Такой подход, иллюстрируемый образом сферы, завершает философскую эволюцию, начатую в книгах 2—4 через литературные приёмы и метафору терапии. В книгах 2-4 происходит переход от риторики к диалектике, отражающий смену философских ориентиров: от стоиков (Сенека, Эпиктет) к Платону и Аристотелю. В главе 4.7, предваряющей «отступление» пятой книги, Философия акцентирует различие между судьбой (fatum) и провидением (providentia), утверждая, что неудача (infortunium) может быть благом, а удача (fortuna) зависит от свободного выбора. Эти идеи углубляются через диайресис, объясняющий распределение благ провидением, и через концепцию восхождения души от уз судьбы к свободе провидения. Задачи книг 2-4 двояки: доказать, что Благо выступает конечной и действующей причиной мира (книга 3), и объяснить существование зла в благоустроенном мире (книга 4). Хотя третья книга формально завершает лечение, начатую Философией, четвёртая становится необходимым продолжением, применяя метафизику Блага к моральным дилеммам.
В четвёртой книге Боэций детально анализирует иерархию сущностей в их отношении к источнику бытия — высшему благу. Подчёркивается, что зло, лишённое силы и субстанциальности, является лишь слабостью, отсутствием добра. Награды и наказания за человеческие деяния трактуются через призму провиденциального порядка, где торжество вечной правды основано на тождестве провидения и судьбы. Их тождество, по Боэцию, остаётся неочевидным для ограниченного человеческого разума. Пятая книга посвящена соотношению свободы воли, божественного провидения и необходимости. Высший закон, управляющий миром, раскрывается как вечный разум, который, будучи вне времени, охватывает все события в их целостности. Вечность, в понимании Боэция, есть абсолютная свобода, независимая от внешних условий, но одновременно — необходимость, поскольку божественный замысел неизменен. Свобода человека заключается в согласии с высшим порядком, а не в противлении ему. Завершение пятой книги подчёркивает достижение главной цели: познание высшего блага как основы нравственного совершенства и свободы.

## Предшественники и жанр
В «Утешении философией» Боэций синтезирует платонизм и аристотелизм, называя себя «воспитанником элеатов и академиком» — последователем Парменида и Платона. В ключевых философских рассуждениях он опирается на платоновские диалоги, включая «Апологию Сократа», «Горгий», «Федон», «Менон», «Тимей» и «Государство». Значительное влияние на текст оказали неоплатоники: Порфирий (чьи труды Боэций ранее комментировал), Плотин, Прокл, Ямвлих и, вероятно, Халкидий. Примером неоплатонических мотивов служит световая символика, где высшая истина уподобляется свету, чьё сияние ослабевает при соприкосновении с материей. Несмотря на платоническую основу, Боэций интегрирует идеи Аристотеля, ссылаясь на «Никомахову этику», трактаты «О душе», «О небе» и «Физику». Аристотелевские концепции он интерпретирует через призму платонизма, подчёркивая приоритет божественного разума и вечных идей. Боэций объединяет традиции античной философии и литературы, опираясь на труды Цицерона как ключевой источник. К его сочинениям — «Тускуланским беседам», «О природе богов», «О предвидении», «О судьбе» и «О государстве» — автор обращается для разработки жанровой структуры и этико-философских идей.
От «утешительных» сочинений Цицерона, чьё произведение по случаю смерти дочери не сохранилось, и Сенеки, произведение Боэция отличает структурное новаторство — использование сатуры, античной формы, объединяющей прозу и стихи. До Боэция к сатуре обращались Варрон, Петроний, Сенека и Марциан Капелла, но в «утешительном» жанре подобное сочетание не имело прецедентов. После Боэция сатура почти не применялась до Данте, создавшего «Новую жизнь» в конце XIII века. Новаторство «Утешения» также проявилось в синтезе философской глубины, поэтичности и гуманистического пафоса, обеспечившем его влияние как источник морального сопротивления злу.

## Издания
- Боэций. Утешение Философией // «Утешение философией» и другие трактаты / Ответственный редактор, составитель и автор статьи д. ф. н. Г. Г. Майоров; пер. В. И. Уколовой, М. Н. Цейтлина. — М.: Наука, 1990. — С. 190—290. — 413 с. — ISBN 5-02-007954-5.
- Боэций. Утешение философией / пер. на рус. яз. В. Уколовой, М. Цейтлина; вступит. ст. А. Маркова; прим. В. Уколовой. — М.: РИПОЛ классик, 2020. — 254 с. — ISBN 978-5-386-10295-1.